# Каменка (Первомайский район, Харьковская область)
Каменка (укр. Кам'янка) — село, 
Киселевский сельский совет,
Первомайский район,
Харьковская область.
Код КОАТУУ — 6324584502. Население по переписи 2001 года составляет 76 (29/47 м/ж) человек.

## Географическое положение
Село Каменка находится на расстоянии в 2,5 км от реки Кисель (правый берег).
На расстоянии в 1 км расположено село Перерезновка.
По селу протекает пересыхающий ручей с несколькими запрудами.
Рядом проходит автомобильная дорога Т-2110.

## История
- 1733 — дата основания.

## Достопримечательности
- Братская могила советских воинов. Похоронено 62 воина.